# Bataillon Commune de Paris
Pour les articles homonymes, voir Commune de Paris (homonymie).
Le bataillon « Commune de Paris » est l'une des unités militaires formées en octobre 1936 par des volontaires communistes français et belges wallons principalement, mais aussi quelques anglais et nord-américains, unité qui participa à la guerre civile espagnole en appui à la Seconde République, au sein de la XIe puis de la XIVe Brigade internationale. Son nom rend hommage au gouvernement révolutionnaire français de la Commune de Paris de 1871.
Ses principaux combats se déroulent lors de la défense de Madrid, les batailles du Jarama, de Guadelajara, la Granja de San Idelfonso, et celle de l'Èbre, où le bataillon est pratiquement anéanti lors de la manœuvre de diversion du pas de l'Ebre de la zone de Campredó dans la nuit du 25 juillet 1938.
Après la défaite de Campredó, la XIVe Brigade Internationale reste quelques jours en réserve. Le bataillon Commune de Paris est reconstitué avec ses survivants, ses blessés à nouveau aptes au combat, et 180 nouveaux combattants, sous le commandement du capitaine Henri Rol-Tanguy.
Fin juillet, le bataillon traverse à nouveau l'Èbre, afin de reprendre la commune de Móra d'Ebre, en s'unissant à la XIIe Brigade Internationale dans le secteur de Camposines. À partir de là, la 45e division se dirige à l'est de Gandesa, en passant par la montagne de Cavalls. Le 15 août elle se réunit avec la 35e division pour défendre la montagne de Pàndols.

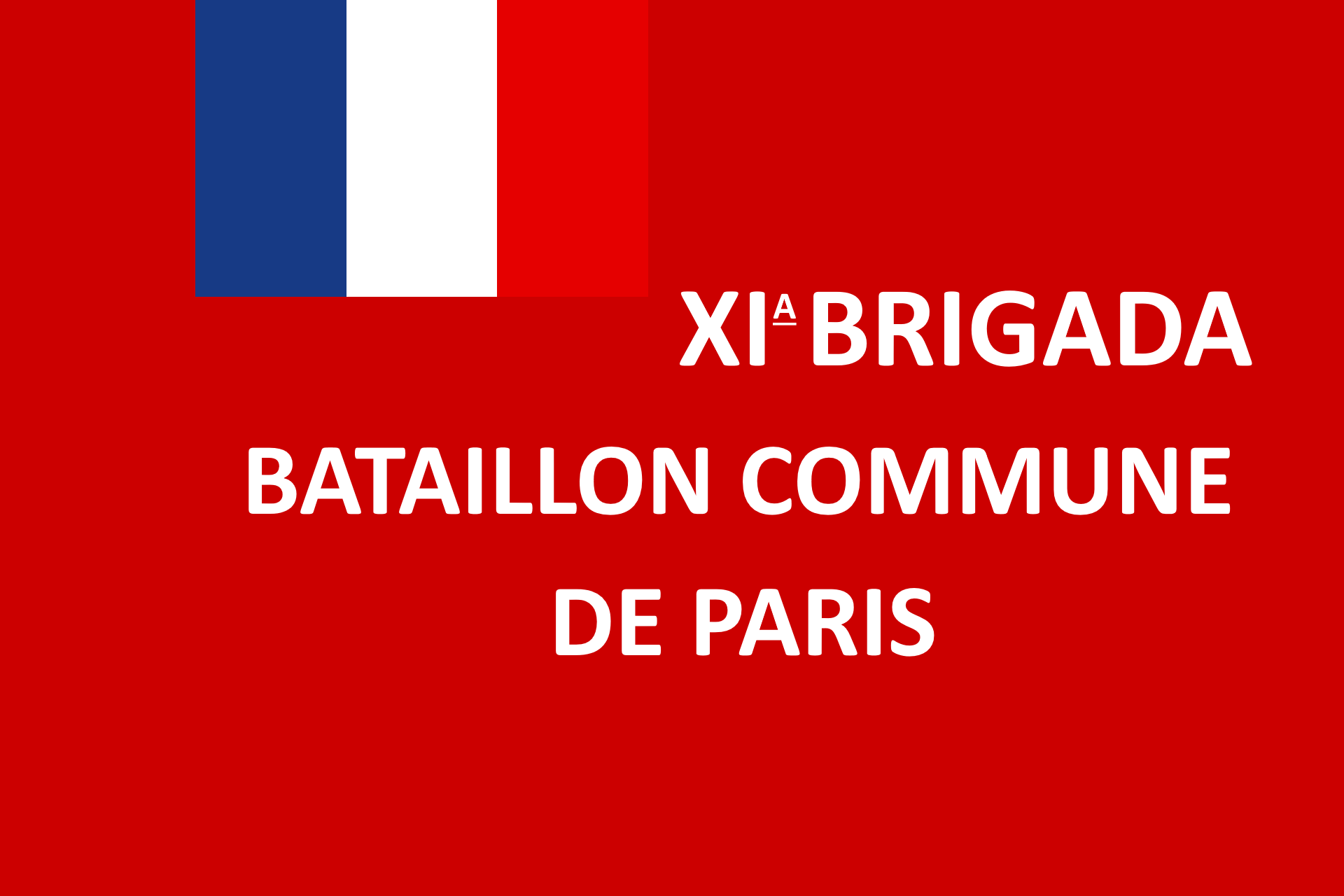
Étendard du bataillon.
Avers et revers de l'étendard.